# Jairo Medina
Jairo Luis Medina Garcia (ur. 29 października 1990) – wenezuelski zapaśnik w stylu klasycznym. Zajął 26 miejsce na mistrzostwach świata w 2013. Brązowy medalista mistrzostw panamerykańskich w 2013, a także igrzysk Ameryki Środkowej i Karaibów w 2014. Mistrz igrzysk boliwaryjskich w 2013 roku.